# 十全村
十全村（じゅうぜんむら）は、かつて新潟県中蒲原郡にあった村。

## 沿革
- 1889年（明治22年）4月1日 - 町村制施行に伴い中蒲原郡安出村、大口村、中島村、別所村、大原村、新屋村、蛭野村、山屋村、下戸倉村、上戸倉村が合併し、十全村が発足。
- 1955年（昭和30年）3月31日 - 中蒲原郡村松町、大蒲原村、川内村、菅名村（一部）と合併し村松町を新設して消滅。

## 村長
- 高岡忠郷
- 高岡忠弘